# Natalie Martindale
Natalie Martindale (sinh ngày 26 tháng 4 năm 1977) thi đấu cho Saint Vincent và Grenadines tại Thế vận hội Mùa hè 1996 ở Atlanta, Hoa Kỳ, cô là một vận động viên chạy nước rút.
Martindale chỉ mới 16 tuổi khi cô lần đầu tiên thi đấu quốc tế khi tham gia hai cuộc đua nước rút tại Giải vô địch thế giới năm 1993 về điền kinh được tổ chức tại Stuttgart, Đức, lần đầu tiên lên là 100 mét, nơi cô ấy đã hoàn thành thứ 7 trong số 8 điểm nóng và chạy trong thời gian 12,86 giây nên không đủ điều kiện cho vòng tiếp theo, sau đó hai ngày cô ấy đã chạy trong 200 mét và cô ấy đã đứng thứ 6 về nhiệt nên một lần nữa không đủ điều kiện cho vòng tiếp theo.
Ba năm sau, cô được chọn tham gia Thế vận hội Mùa hè 1996 và được tham gia 100 mét, cô chạy trong thời gian 12,25 giây và hoàn thành sức nóng của mình ở vị trí thứ 8 và không thể vượt qua vòng tiếp theo.